# El Plan, Xalapa
El Plan är en ort i Mexiko.   Den ligger i kommunen Xalapa och delstaten Veracruz, i den sydöstra delen av landet, 240 km öster om huvudstaden Mexico City. El Plan ligger 1 139 meter över havet och antalet invånare är 362.
Terrängen runt El Plan är kuperad. Runt El Plan är det tätbefolkat, med 331 invånare per kvadratkilometer. Närmaste större samhälle är Xalapa, 7,0 km väster om El Plan. I omgivningarna runt El Plan växer huvudsakligen savannskog.